# 謝爾頓角
72°31′S 97°19′W / 72.517°S 97.317°W
謝爾頓角（英語：Shelton Head），是南極洲的海岬，位於埃爾斯沃思地，處於長冰川以西19公里的瑟斯頓島南岸，美國地質調查局根據測量和該國海軍的空中照片繪入地圖，現時由南極條約體系管理。